# La Chapelle-Laurent

La Chapelle-Laurent este o comună în departamentul Cantal, Franța. În 1 ianuarie 2022 avea o populație de 239 de locuitori.